# Adolf von Thadden (1921-1996)
Pour les articles homonymes, voir Adolf von Thadden.
Adolf von Thadden, né le 7 juillet 1921 au manoir de Trieglaff à Greifenberg-en-Poméranie, en province de Poméranie et mort le 16 juillet 1996 à Bad Oeynhausen, est un homme politique allemand d'extrême droite et un informateur de longue date des services britanniques de renseignement MI6.

## Famille
Issu d'une ancienne famille noble de Poméranie, il est le fils du propriétaire terrien Adolf von Thadden (de) (1858-1932), administrateur royal prussien de l'arrondissement de Greifenberg-en-Poméranie, membre du Parlement provincial de la province prussienne de Poméranie et président de l'Association des districts de Poméranie. Sa mère, sa deuxième épouse Adolf von Thaddens, Barbara Blank (1895-1972), est la fille du conseiller d'éducation Ludwig Blank et de Mary Hume. 
Adolf von Thadden se marie le 10 novembre 1957 à Hanovre avec le docteur Edith Lange (né le 28 septembre 1921 à Hanovre), fille du conseiller et agent du bâtiment Otto Lange et de Marie-Luise Hett. 
De nombreuses personnalités publiques sont issus de la famille de Thadden. Les plus connus sont sa sœur, l'écrivaine Maria Wellershoff (marié à l'écrivain Dieter Wellershoff), sa demi-sœur Elisabeth von Thadden exécutée en 1944 à Berlin-Plötzensee pour fait de résistance au régime nazi, son demi-frère Reinold von Thadden, le fondateur du Kirchentag allemand protestant, ainsi que son neveu, l’historien Rudolf von Thadden .

## Biographie

### Jeunesse et années de guerre
Après l'école primaire, il étudie au lycée Frédéric-Guillaume de Greifenberg. Plus tard, il étudie à l'école baltique de Misdroy, où il obtient son diplôme d'études secondaires. Il complète ensuite un apprentissage agricole. Après le service du travail du Reich, il devient soldat. Au début de la guerre, le 1er septembre 1939, il adhère au parti nazi (NSDAP, numéro d'adhésion 7155873). 
Il participe à de nombreuses campagnes au cours de la Seconde Guerre mondiale, notamment en tant que lieutenant et adjudant d'une brigade Sturmgeschütz, et subit à plusieurs reprises de graves blessures (Insigne des blessés en or, Croix de fer I. et II. Classe). En 1945, il est arrêté en Pologne pour avoir tenté d'amener sa mère de Poméranie dans les zones occidentales. En novembre 1946, il réussit à s'échapper de la Pologne. En 1946/1947, il est administrateur agricole du gouvernement militaire britannique. Il déménage à Göttingen en 1947.

### Engagement politique en République fédérale d'Allemagne
Depuis 1947, von Thadden est membre du parti de droite (conservateur) allemand (DKP-DRP), dont il compte rapidement parmi les dirigeants. Lors des négociations du DKP-DRP avec le parti allemand et le Parti national démocrate de Hesse le 1er juillet 1949, Thadden s'associe à Wilhelm Jaeger, Eldor Borck, Ludwig Schwecht, Lothar Steuer et Leonhard Schlüter pour une élection commune aux élections au Bundestag. Bien que le projet ait été poussé assez loin, il n'aboutit pas, parce que le gouvernement militaire britannique n'accepte pas d'accorder une licence pour se présenter aux élections à un parti issu d'une fusion.  
Adolf von Thadden joue néanmoins un rôle déterminant dans la fusion de la DKP-DRP-Landesverbandes de Basse-Saxe avec le parti national-démocrate et le parti impérial allemand (1950). En mars 1952, il sollicite auprès de Heinz Frommhold une admission au FDP. Sous la pression de l'aile gauche du parti, le 26 mars 1952, le comité exécutif fédéral du FDP ajourne sa décision sur cette demande d'adhésion. Thadden - comme Frommhold - retire alors sa demande. En 1961, il succède à Heinrich Kunstmann en tant que président du parti impérial allemand (DRP). 
En collaboration avec Fritz Thielen (parti allemand), Wilhelm Gutmann (GDP), Heinrich Fassbender (DNVP) et d’autres, Adolf von Thadden fonde en 1964 le Parti national-démocrate d'Allemagne (NPD), afin de rassembler les conservateurs et les membres de l’extrême droite. Le 11 novembre 1967, il est élu président national du NPD. En 1969, il échoue de justesse à faire rentrer le NPD au Bundestag. En 1971, il démissionne de son poste de président du NPD, mais appuie l'élection de son successeur, Martin Mußgnug. En 1975, von Thadden quitte le NPD par mécontentement du choix de Gerhard Frey au sein du comité exécutif national du NPD. Dans une interview accordée à l'hebdomadaire Junge Freiheit en 1994, il déclare: "Le NPD d'aujourd'hui n'a rien à voir avec le NPD des années 1960, lorsque j'étais le chef du parti. " 

### Carrière professionnelle
Dans les années 1960 et la première moitié des années 1970, von Thadden est le rédacteur en chef de l'organe d'information du parti d'extrême-droite NPD. À partir de 1974, il est représentant de sociétés de promotion immobilière et à partir de 1975 rédacteur en chef du National-Zeitung. 

### Implication avec le MI6
Après la mort de Thadden, la presse anglaise révèle qu'il a été un informateur des services secrets britanniques, le MI6, également tout au long de son mandat de président fédéral du NPD. 

## Mandats de député
En 1948, Thadden remporte 10,8% des suffrages lors des élections locales à Göttingen pour le DDP-DRP et devient conseiller (jusqu'en 1958). En 1949, il devient le plus jeune membre du premier Bundestag âgé de 28 ans (jusqu'en 1953). Faisant allusion à son jeune âge, un membre du SPD l'appelle "Bubi", surnom qu'il a gardé pendant toute sa vie politique. 
Du 6 mai 1955 au 5 mai 1959 (3e législature), il est membre du parlement de Basse-Saxe pour le DRP. Du 6 juin 1967 au 20 juin 1970 (6 législature) Thadden est membre du parlement de Basse-Saxe pour le NPD. Du 6 juin 1967 au 30 juin 1968, il prend la présidence de la faction parlementaire du NPD, du 21 janvier 1970 au 20 juin 1970, il est vice-président. 

## Offices publics
En 1952-1953, von Thadden est maire de Göttingen, puis en 1958 le sénateur représentant cette ville.